# Rally de Portugal de 2018
El Rally de Portugal de 2018, oficialmente Vodafone Rally de Portugal, fue la sexta ronda de la temporada 2018 del Campeonato Mundial de Rally. Se celebró del 17 al 20 de mayo y contó con un itinerario de veinte tramos sobre tierra con un total de 357,75 km cronometrados. Fue también la sexta ronda de los campeonatos WRC 2 y WRC 3 y la tercera de la JWRC.

## Lista de inscritos
| Pilotos principales        | Pilotos principales | Pilotos principales | Pilotos principales   | Pilotos principales         | Pilotos principales |
| Num.                       | Piloto              | Copiloto            | Coche                 | Equipo                      | Neumático           |
| -------------------------- | ------------------- | ------------------- | --------------------- | --------------------------- | ------------------- |
| 1                          | Sébastien Ogier     | Julien Ingrassia    | Ford Fiesta WRC       | M-Sport Ford WRT            | M                   |
| 2                          | Elfyn Evans         | Daniel Barritt      | Ford Fiesta WRC       | M-Sport Ford WRT            | M                   |
| 3                          | Teemu Suninen       | Mikko Markkula      | Ford Fiesta WRC       | M-Sport Ford WRT            | M                   |
| 4                          | Andreas Mikkelsen   | Anders Jæger        | Hyundai i20 Coupe WRC | Hyundai Shell Mobis WRT     | M                   |
| 5                          | Thierry Neuville    | Nicolas Gilsoul     | Hyundai i20 Coupe WRC | Hyundai Shell Mobis WRT     | M                   |
| 6                          | Hayden Paddon       | Sebastian Marshall  | Hyundai i20 Coupe WRC | Hyundai Shell Mobis WRT     | M                   |
| 7                          | Jari-Matti Latvala  | Miikka Anttila      | Toyota Yaris WRC      | Toyota Gazoo Racing WRT     | M                   |
| 8                          | Ott Tänak           | Martin Järveoja     | Toyota Yaris WRC      | Toyota Gazoo Racing WRT     | M                   |
| 9                          | Esapekka Lappi      | Janne Ferm          | Toyota Yaris WRC      | Toyota Gazoo Racing WRT     | M                   |
| 10                         | Kris Meeke          | Paul Nagle          | Citroën C3 WRC        | Citroën Total Abu Dhabi WRT | M                   |
| 11                         | Craig Breen         | Scott Martin        | Citroën C3 WRC        | Citroën Total Abu Dhabi WRT | M                   |
| 12                         | Mads Østberg        | Torstein Eriksen    | Citroën C3 WRC        | Citroën Total Abu Dhabi WRT | M                   |
| 16                         | Dani Sordo          | Carlos del Barrio   | Hyundai i20 Coupe WRC | Hyundai Shell Mobis WRT     | M                   |
| 21                         | Yazeed Al Rajhi     | Michael Orr         | Ford Fiesta WRC       | Yazeed Racing               | M                   |
| Fuente: rallydeportugal.pt |                     |                     |                       |                             |                     |

## Resultados

### Itinerario
| Día             | Tramo | Nombre                      | Distancia | Ganador de la etapa | Coche                 | Tiempo  | Líder de la general |
| --------------- | ----- | --------------------------- | --------- | ------------------- | --------------------- | ------- | ------------------- |
| Día 1 (17 mayo) | SS1   | Lousada                     | 3.36 km   | Ott Tänak           | Toyota Yaris WRC      | 2:34.3  | Ott Tänak           |
| Día 2 (18 mayo) | SS2   | Viana do Castelo 1          | 26.73 km  | Hayden Paddon       | Hyundai i20 Coupe WRC | 15:29.3 | Hayden Paddon       |
| Día 2 (18 mayo) | SS3   | Caminha 1                   | 18.11 km  | Kris Meeke          | Citroën C3 WRC        | 10:35.1 | Kris Meeke          |
| Día 2 (18 mayo) | SS4   | Ponte de Lima 1             | 27.54 km  | Dani Sordo          | Hyundai i20 Coupe WRC | 19:15.5 | Dani Sordo          |
| Día 2 (18 mayo) | SS5   | Viana do Castelo 2          | 26.73 km  | Kris Meeke          | Citroën C3 WRC        | 15:31.4 | Kris Meeke          |
| Día 2 (18 mayo) | SS6   | Caminha 2                   | 18.11 km  | Thierry Neuville    | Hyundai i20 Coupe WRC | 10:35.5 | Hayden Paddon       |
| Día 2 (18 mayo) | SS6   | Caminha 2                   | 18.11 km  | Craig Breen         | Citroën C3 WRC        | 10:35.5 | Hayden Paddon       |
| Día 2 (18 mayo) | SS7   | Ponte de Lima 2             | 27.54 km  | Thierry Neuville    | Hyundai i20 Coupe WRC | 19:24.7 | Thierry Neuville    |
| Día 2 (18 mayo) | SS8   | Porto Street Stage 1        | 1.95 km   | Thierry Neuville    | Hyundai i20 Coupe WRC | 1:48.7  | Thierry Neuville    |
| Día 2 (18 mayo) | SS9   | Porto Street Stage 2        | 1.95 km   | Thierry Neuville    | Hyundai i20 Coupe WRC | 1:46.8  | Thierry Neuville    |
| Día 3 (19 mayo) | SS10  | Vieira do Minho 1           | 17.50 km  | Jari-Matti Latvala  | Toyota Yaris WRC      | 10:52.2 | Thierry Neuville    |
| Día 3 (19 mayo) | SS11  | Cabeceiras de Basto 1       | 22.22 km  | Elfyn Evans         | Ford Fiesta WRC       | 13:35.0 | Thierry Neuville    |
| Día 3 (19 mayo) | SS12  | Amarante 1                  | 37.60 km  | Thierry Neuville    | Hyundai i20 Coupe WRC | 24:56.8 | Thierry Neuville    |
| Día 3 (19 mayo) | SS13  | Vieira do Minho 2 (Live TV) | 17.50 km  | Elfyn Evans         | Ford Fiesta WRC       | 10:48.6 | Thierry Neuville    |
| Día 3 (19 mayo) | SS14  | Cabeceiras de Basto 2       | 22.22 km  | Jari-Matti Latvala  | Toyota Yaris WRC      | 13:41.3 | Thierry Neuville    |
| Día 3 (19 mayo) | SS15  | Amarante 2                  | 37.60 km  | Sébastien Ogier     | Ford Fiesta WRC       | 24:47.7 | Thierry Neuville    |
| Día 4 (20 mayo) | SS16  | Montim 1                    | 8.64 km   | Esapekka Lappi      | Toyota Yaris WRC      | 5:47.4  | Thierry Neuville    |
| Día 4 (20 mayo) | SS17  | Fafe 1 (Live TV)            | 11.18 km  | Sébastien Ogier     | Ford Fiesta WRC       | 6:40.7  | Thierry Neuville    |
| Día 4 (20 mayo) | SS18  | Luílhas                     | 11.89 km  | Jari-Matti Latvala  | Toyota Yaris WRC      | 8:09.2  | Thierry Neuville    |
| Día 4 (20 mayo) | SS19  | Montim 2                    | 8.64 km   | Teemu Suninen       | Ford Fiesta WRC       | 5:41.3  | Thierry Neuville    |
| Día 4 (20 mayo) | SS20  | Fafe 2 (PS) (Live TV)       | 11.18 km  | Esapekka Lappi      | Toyota Yaris WRC      | 6:33.2  | Thierry Neuville    |
| Fuente: wrc.com |       |                             |           |                     |                       |         |                     |

### Power stage
El power stage fue una etapa de 11.18 km al final del rally. Se otorgaron puntos adicionales del Campeonato Mundial a los cinco más rápidos.